# Ornipholidotos aurivilliusi
Ornipholidotos aurivilliusi is een vlinder uit de familie van de Lycaenidae. De wetenschappelijke naam van de soort is voor het eerst geldig gepubliceerd in 1967 door Stempffer.